# Thom Huge
Thom Huge est un acteur américain.

## Filmographie
- 1983 : Garfield on the Town (en) (TV) : Jon Arbuckle (voix)
- 1984 : Garfield in the Rough (en) (TV) : Jon Arbuckle (voix)
- 1985 : Garfield in Disguise (en) (TV) : Jon Arbuckle, Binky the Clown (voix)
- 1986 : Garfield in Paradise (en) (TV) : Jon Arbuckle (voix)
- 1987 : Garfield Goes Hollywood (en) (TV) : Jon Arbuckle (voix)
- 1987 : A Garfield Christmas Special (en) (TV) : Jon Arbuckle (voix)
- 1988 : Garfield et ses amis (série TV) : Jon Arbuckle / Binky the Clown / Roy Rooster / Gort (voix)
- 1988 : Garfield: His 9 Lives (TV) : Jon, Jester
- 1989 : Garfield's Babes and Bullets (TV) : Jon Arbuckle / Thug (voix)
- 1989 : Garfield's Thanksgiving (TV) : Jon Arbuckle
- 1990 : Garfield's Feline Fantasies (TV) : Jon Arbuckle (voix)
- 1991 : Garfield Gets a Life (TV) : Jon Arbuckle (voix)